# 尖嘴地雀
尖嘴地雀（学名：Geospiza difficilis），是雀形目唐纳雀科的一种鸟类。
尖嘴地雀体重约12.3克，翼长约61.2毫米，嘴峰长约14.7毫米，喙宽度约6.1毫米，喙厚度约6.9毫米，跗蹠长约19.9毫米，尾长约34.8毫米。尖嘴地雀在其分布区内为留鸟，其栖息在半开放的灌木丛中，食性为草食性。
尖嘴地雀分布于加拉帕戈斯群岛（平塔岛、费尔南迪纳岛和圣地亚哥岛；以前还有圣克鲁斯岛，这个种群现在已经灭绝了）。该物种是单型物种，没有亚种分化。